# Маргерита Сарфатті
Маргери́та Сарфа́тті (італ. Margherita Sarfatti італійська вимова: [marɡeˈriːta sarˈfatti], до шлюбу Грассі́ні, італ. Margherita Grassini; 8 квітня 1880 — 30 жовтня 1961) — італійська політикиня, журналістка і мистецтвознавиця, соратниця та біографка Беніто Муссоліні.

## Життєпис
Народилася 8 квітня 1880 року у Венеції у старовинній та багатій родині Амедео Грассіні та Емми Леві. Її дід та батько були випускниками юридичного факультету Падуанського університету та за свій внесок у справу державного будівництва отримали лицарське звання. Амедео Грассіні, попри єврейське походження, дружив зі священиком Джузеппе Сарто, який згодом став папою римським Пієм Х.
Маргерита була четвертою дитиною в сім'ї. Вона любила вчитися і до 10 років розмовляла французькою, німецькою та англійською. З 12 років, після того, як батьки дозволили їй самостійно брати участь в аукціонах, почала колекціонувати картини. У 14 років вивчала історію та мистецтво з трьома персональними вчителями. Особливо на її погляди вплинув Антоніо Фраделетто, який згодом заснував знамениту венеційську Бієнале.
1898 року одружилася з адвокатом та соціалістом Чезаре Сарфатті, вони разом вступили до соціалістичної партії і стали відомими активістами. У травні 1900 року народила сина Роберто. 1902 року сім'я переїхала в Мілан. Там Маргерита відвідувала салон однієї з лідерів соціалістичної партії — російської ортодоксальної марксистки Анни Кулішової. Цей салон відвідували багато художників, письменників і поетів. Один із художників — Умберто Боччоні — став першим коханцем Маргерити, яка приховала від чоловіка цей зв'язок.
З підтримкою соціалістів її чоловік переміг на виборах у члени міланського муніципалітету, а 1906 року став президентом міланського відділення Сіоністської федерації Італії. Сарфатті в цей період займалася журналістикою в соціалістичній газеті «Avanti!» та публікувала мистецтвознавчу критику. 1903 року здобула третю премію за огляд робіт Бієнале. 1909 року народила дочку Ф'яметту. Під час Першої світової війни чоловік, а потім і Маргерита виступили на підтримку військових дій, і їх виключили зі Соціалістичної партії, яка дотримувалася позиції пацифізму. 1918 року її син Роберто, який пішов на фронт добровольцем у 17 років і загинув.
З Беніто Муссоліні Маргерита Сарфатті познайомилася наприкінці 1912 року, коли його призначили головним редактором газети «Avanti!». Вони стали багато спілкуватися, надалі це переросло в любовний зв'язок. Сестра Муссоліні Едвіге писала в мемуарах, що «Кохання Беніто до цієї жінки було дуже глибоким… вона змінила психологічний та емоційний склад його характеру».
Згодом Маргерита була однією з близьких соратників Муссоліні, писала йому політичні промови і готувала марш на Рим. Її називали «єврейською матір'ю італійського фашизму». 1925 року Сарфатті опублікувала в Англії та США книгу «Життя Беніто Муссоліні». Італійське видання вийшло під назвою «Дуче». Книга мала величезний успіх, була перекладена 18 мовами і зробила Муссоліні всесвітньо відомим.
Історик Симона Урсо пише, що Сарфатті, як і Муссоліні, змінила погляди від соціалістичних до фашистських і стала, попри походження, не меншою расисткою, ніж дуче. На думку історика Джорджіо Фабре, статті Сарфатті, написані ще до знайомства з Муссоліні, свідчать про те, що вона вважала «расово неповноцінними» чорних та азіатів.
Поступово стосунки з Муссоліні погіршувалися, з'явилися молодші претендентки на роль коханки, а соратники дуче, незадоволені впливом єврейки, зрештою вмовили його віддалити Сарфатті. Після розриву з Муссоліні та початку антиєврейських репресій в Італії, внаслідок яких їй заборонили публікуватися на теми мистецтва, Сарфатті поїхала до Парижа, а потім до Латинської Америки, і повернулася до Італії після закінчення війни. Померла 30 жовтня 1961 року в місті Кавалласка на півночі Італії.
В неї зберігалося понад 1000 листів Муссоліні, але їх ніколи не було опубліковано і їхнє місцезнаходження залишилося невідомим.